# Nagyságrendi különbségek szemléltető listája
Az arányok és méretek felfogását nagyban megkönnyíti, ha ismerjük a nagyságrendi különbségek néhány kézzelfogható példáját. Ezt próbálja segíteni az alábbi táblázat.
| Nagyság- rendi különbség | Jelentése   | Példák |
| ------------------------ | ----------- | --- |
| 1                        | 1 : 10      | - Syringammina fragilissima (10−1 m) ↔ emberek (100=1 m) - emberek (100 m) ↔ házak, fák (101 m) - a Föld belső magjának sugara (106 m) ↔ a Föld átmérője (107 m) - a Szaturnusz átmérője (108 m) ↔ a Nap átmérője (109 m) |
| 2                        | 1 : 100     | - Thiomargarita magnifica (baktérium) (10−2 m) ↔ emberek (100 m) - emberek (100 m) ↔ Gellért-hegy (102 m) - a Föld átmérője (107 m) ↔ a Nap átmérője (109 m)                                                              |
| 3                        | 1 : 1000    | - Thiomargarita magnifica (10−2 m) ↔ házak, fák (101 m) - Syringammina fragilissima (10−1 m) ↔ Gellért-hegy (102 m) - a Föld belső magjának sugara (106 m) ↔ a Nap átmérője (109 m)                                       |
| 4                        | 1 : 10 000  | - Thiomargarita magnifica (10−2 m) ↔ Gellért-hegy (102 m) - érett humán petesejt (10−4 m) ↔ emberek (100 m) - atommagok (10−14 m) ↔ a berillium atomsugara (10−10 m)                                                      |
| 5                        | 1 : 100 000 | - emberek (100 m) ↔ a Kármán-vonal magassága (105 m) |
| 6                        | 1 : 1 000   | - emberek (100 m) ↔ a Föld belső magjának sugara (106 m) |
| 7                        | 1 : 10 000  | - emberek (100 m) ↔ a Föld átmérője (107 m) |
| 8                        | 1 : 100 000 | - emberek (100 m) ↔ a Szaturnusz átmérője (108 m) - Syringammina fragilissima (10−1 m) ↔ a Föld átmérője (107 m) - a berillium atomsugara (10−10 m) ↔ Thiomargarita magnifica (10−2 m)                                    |
| 9                        | 1 : 1 000   | - emberek (100 m) ↔ a Nap átmérője (109 m) - atomok (10−10 m) ↔ Syringammina fragilissima (10−1 m) - Thiomargarita magnifica (10−2 m) ↔ a Föld átmérője (107 m)                                                           |
| 10                       | 1 : 10 000  | - emberek (100 m) ↔ Regulus (1010 m) - a berillium atomsugara (10−10 m) ↔ emberek (100 m) |
| 11                       | 1 : 100 000 | - emberek (100 m) ↔ Vénusz–Nap-távolság (1011 m) |
| 12                       | 1 : 1 000   | - emberek (100 m) ↔ Szaturnusz–Nap távolság (1012 m) - atommagok (10−14 m) ↔ Thiomargarita magnifica (10−2 m) - a berillium atomsugara (10−10 m) ↔ Gellért-hegy (102 m)                                                   |